# Hipparcos
Hipparcos (akronym av High Precision Parallax Collecting Satellite) var ett av Europeiska rymdorganisationen (ESA) uppskjutet rymdteleskop, vars ändamål var att mäta stjärnors parallaxer och egenrörelser. Det sköts upp 1989 och var i drift till 1993. Hipparcos Catalogue, en högprecisionskatalog med fler än 100 000 stjärnor, publicerades 1997. Den mindre precisa Tycho Catalogue med fler än en miljon stjärnor publicerades vid samma tid, medan den utökade Tycho-2 Catalogue med 2,5 miljoner stjärnor publicerades år 2000.

## Bakgrund
Projektnamnet anspelar förstås också på antikens store astronom Hipparchos. Idén till satelliten kläcktes redan omkring 1967 av den franske astronomen Pierre Lacroute, och efter långt utvecklingsarbete godkändes projektet av ESA 1980. Som det allra första försöket att göra astrometri från rymden var både teleskopkonstruktion och reduktionsprinciper nya och oprövade.
Ett av de viktigaste målen med projektet var att definiera ett bättre referenssystem på stjärnhimlen. Trots bokstavligen århundraden av möda hade det visat sig nästan omöjligt att sammanställa observationer från många observatorier och tidpunkter till ett system utan svårfunna systematiska fel, framför allt på den sämre observerade sydhimlen. Med hjälp av ett antal radiostrålande stjärnor lyckades man förankra positioner och egenrörelser från Hipparcos till ICRS, det mycket noggranna system, som definieras av avlägsna kvasarer och aktiva galaxkärnor.

## Satellitens nyttolasts funktion
Eftersom en huvudavsikt med projektet var att knyta ihop observationer över hela himlen till ett heltäckande system, hade satelliten en delad spegel, som speglade in två synfält 58 grader från varandra till samma fokalplan. Satelliten fick sedan rotera kring en axel, som i sin tur beskrev en förutbestämd precessionsrörelse kring riktningen mot solen. I fokalplanet fanns ett fint gitter, som när en stjärna passerade gav en blinkande signal som kunde detekteras och observeras elektroniskt. Bara en stjärna i taget observerades, men genom att snabbt flytta den känsliga detektorn mellan stjärnorna i fältet kunde man få nära simultana observationer. Två stjärnor som observerades kunde antingen verkligen ligga i samma del av himlen, eller också 58 grader från varandra, och en grundförutsättning för hela projektet var att denna vinkel höll sig konstant inom mindre än en tusendels bågsekund. Det som direkt uppmättes var i princip alltid avståndet mellan stjärnor vinkelrätt mot spalterna, medan positionen längs spalterna nästan saknade inverkan. För att kunna flytta detektorn mellan olika stjärnor måste man på förhand veta deras positioner på ungefär en bågsekund när, och en viktig del av projektet var att framställa den katalog med ca 120 000 stjärnor som skulle observeras. Utom himlens ca 40 000 ljusaste fick Europas astronomer ge listor på andra intressanta stjärnor. Den slutliga "Inputkatalogen" kompromissades fram med hänsyn tagen till stjärnornas ljusstyrkor och fördelning över himlen och sammanställdes av INCA Consortium under åren 1982–89, slutförd före uppskjutningen.

## Förlopp
Satelliten sköts upp med en Ariane 4-raket den 8 augusti 1989. Målet var att placera satelliten i geostationär omloppsbana, men ett ovanligt raketfel gjorde att den blev kvar i en mycket elliptisk bana med apogeum på geostationär höjd (36 000 km) och perigeum på ca 500 km. I stället för kontinuerlig observation och kommunikation med marken, fick man minska den effektiva observationstiden till de höga delarna av banan och sköta kommunikationen från flera olika markstationer. Trots detta kunde de vetenskapliga målen med projektet uppnås. De många oplanerade passagerna genom jordens strålningsbälten ledde dock till ökande tekniska problem, och när observationer inte längre var möjliga avslutades kommunikationen med satelliten den 15 augusti 1993. De flesta observationerna gjordes i intervallet januari 1990-mars 1993, och som medelepok för Hipparcos-katalogen har man valt 1991,25. 

## Uppdrag med tillägg
Det egentliga Hipparcos-experimentet hade satt som mål att mäta de fem astrometriska parametrarna för de utvalda 120 000 stjärnorna med onoggrannheter mindre än 2 millibågsekunder, eller millibågsekunder/år. Man insåg sedan att ett extra-system för att hålla reda på satellitens inriktning även kunde ge en intressanta data för alla stjärnor ner till magnitud 11 eller 12, och detta Tycho-experiment blev då ett projekt i sig. Den astrometriska precisionen var i detta fall 10–20 gånger lägre, men man fick i gengäld data för 10 gånger fler stjärnor. Reduktionerna från 1-dimensionella rådata till en komplett Hipparcoskatalog skedde enligt en trestegsprocess designad av den svenske astronomen Lennart Lindegren. Inga liknande observationer hade gjorts tidigare, och som säkerhetsåtgärd ville ESA att reduktionerna skulle göras av två separata forskargrupper, så att resultaten kunde jämföras och eventuella fel lättare korrigeras. Efter flera års arbete kunde de två grupperna (den nordeuropeiska ledd av Lindegren) 1996 enas om en slutlig katalog med astrometriska data för 118 218 stjärnor. För många av dessa har man onoggrannheter nere kring 1 millibågsekund, dvs projektets mål kunde med råge uppnås. Samtidigt publicerades en Tycho-katalog med över en miljon stjärnor, och vid en nyreduktion (Tycho2, 2000) har man med drygt 2 miljoner.
De mycket avlägsna referensobjekten kan på grund av sina enorma avstånd inte uppvisa några mätbara egenrörelser, och Hipparcos egenrörelser och parallaxer ska i någon mening vara absoluta. Ett problem är förstås att egenrörelserna baseras på en kort treårsperiod, och att felet i en Hipparcos-position nu efter 20+ år helt beror av osäkerheten i egenrörelsen. Genom att kombinera Tycho-positioner med olika jordbaserade positioner fick man i Tycho2 egenrörelser på Hipparcos-nivå, och det pågår hela tiden nya observationsprojekt för att uppdatera referenssystemet. 2014 började nästa stora projekt inom rymdastrometrin, Gaia, att ge dramatiskt noggrannare resultat.